# Cédrik Blais
Cédrik Blais (* 25. März 1996 in Châteauguay) ist ein kanadischer Shorttracker.

## Werdegang
Blais startete im Februar 2016 in Dordrecht erstmals im Weltcup und belegte dabei den 20. und den 14. Platz über 1000 m. In der Saison 2018/19 erreichte er jeweils mit dem dritten Platz über 500 m in Dresden und in Turin seine ersten Podestplatzierungen im Weltcupeinzel und zum Saisonende den neunten Platz im Weltcup über 500 m. Zudem siegte er in Almaty mit der Mixed-Staffel. In der folgenden Saison errang er beim Weltcup in Dordrecht den zweiten Platz über 1000 m und holte bei den Vier-Kontinente-Meisterschaften 2020 in Montreal die Silbermedaille mit der Staffel.

## Weltcupsiege im Team
| Nr. | Datum            | Ort      |
| --- | ---------------- | -------- |
| 1.  | 9. Dezember 2018 | Almaty 1 |

## Persönliche Bestzeiten
- 500 m      40,255 s (aufgestellt am 3. November 2018 in Calgary)
- 1000 m    1:23,749 min (aufgestellt am 17. Januar 2016 in Montreal)
- 1500 m    2:11,725 min (aufgestellt am 23. März 2018 in Laval)
- 3000 m    4:59,065 min (aufgestellt am 17. Januar 2016 in Montreal)